# This Is Us
| Críticas profissionais                                                      | Críticas profissionais |
| Avaliações da crítica                                                       | Avaliações da crítica  |
| Fonte                                                                       | Avaliação              |
| --------------------------------------------------------------------------- | ---------------------- |
| All Music Guide                                                             | [ 1 ]                  |
| Billboard                                                                   | (62)                   |
| Entertainment Weekly                                                        | (B)                    |
| Slant Magazine                                                              | [ 4 ]                  |
| StarShine Magazine                                                          | [ 5 ]                  |
| Toronto Star                                                                | [ 6 ]                  |
| Inthenews                                                                   | [ 7 ]                  |
| Los Angeles Times                                                           | [ 8 ]                  |
| Esta tabela precisa de ser acompanhada por texto em prosa. Consulte o guia. |                        |

This Is Us é o sétimo álbum de estúdio do grupo Backstreet Boys. É o segundo álbum do grupo como quarteto e foi lançado em 30 de setembro de 2009 no Japão através da Sony Music Japan, em 5 de outubro de 2009 no Reino Unido pela RCA e 6 de outubro nos EUA pela Jive Records.
Para o novo álbum, o grupo se uniu com seu antigo colaborador e produtor Max Martin (responsável pelo grande hit do grupo "I Want It That Way") para tentar criar seu melhor álbum desde o grande hit de 1999 Millennium. Eles trabalharam com Ryan Tedder, Claude Kelly, Jim Jonsin e T-Pain entre outros para o álbum também.
O álbum estreou em 9° lugar na Billboard 200 estadunidense, fazendo a boy band o primeiro grupo desde Sade a ter seus sete primeiros álbuns a entrar no top 10 da parada. RedOne produziu o single carro chefe do do álbum "Straight Through My Heart" que foi lançado entre agosto e setembro de 2009 e alcançou o 1° lugar em Taiwan, 3° no Japão, 19° no Canadá, 72° no Reino Unido e 18° na parada Hot Dance Club Songs dos EUA.

## Gravação e produção
Em uma entrevista para a Extra TV, o grupo confirmou o título de seu sétimo álbum é This Is Us. No lançamento oficial de imprensa RCA/Jive Records descrevem o álbum como finalmente um álbum lapidado de R&B e pop de quatro músicos talentosos que ama o que fazem e que mantém a rara relevância em uma indústria que frequentemente descarta os atos pop. As onze canções que fazem o álbum é o som de quatro cantores talentosos com uma visão similar, que têm lidado com provações e tribuçaões que acompanham a fama na idade jovem e de quem veio como o grupo mais bem sucedido de todos os tempos. Ele demonstra um crescimento marcante e continua anos dar canções que fez milhões sorrirem."
Em 1 de maio de 2009, o time empresarial dos Backstreet Boys expressaram descontentamento porque quatro canções gravadas teriam "vazado" na internet. Em uma entrevista, A.J. McLean disse que o grupo "estava aborrecido que algumas músicas tinham vazado, já que um cuidado extra foi tomado para manter a gravação em segredo". No final, entretanto, o grupo usou o feedback dos vazamentos para ajudar a guiá-los na direção do álbum e até mesmo na seleção das canções ao comparar as resenhas dos fãs com o que os produtores pensavam sobre as canções.

## Faixas
| Edição standard |                                    |                                                                             |         |  |
| N.º             | Título                             | Compositor(es)                                                              | Duração |  |
| 1.              | "Straight Through My Heart"        | Nadir Khayat, Bilal Hajji, Novel Jannusi, AJ Jannusi, Kinnda Hamid          | 3:27    |  |
| 2.              | "Bigger"                           | Max Martin, Shellback, Tiffany Amber                                        | 3:15    |  |
| 3.              | "Bye Bye Love"                     | Kenneth Karlin, Carsten Schack, Claude Kelly                                | 4:20    |  |
| 4.              | "All of Your Life (You Need Love)" | RedOne, Charles Hinshaw, Jr.                                                | 3:55    |  |
| 5.              | "If I Knew Then"                   | K. Karlin, C. Schack, C. Kelly                                              | 3:16    |  |
| 6.              | "This Is Us"                       | Jordan Omley, Michael Mani, James Scheffer, Frank Romano, Howie Dorough     | 3:03    |  |
| 7.              | "PDA"                              | Printz Board, Mario "Tex" James                                             | 3:48    |  |
| 8.              | "Masquerade"                       | Busbee, Brian Kennedy, Alex James, Antwoine Collins                         | 3:03    |  |
| 9.              | "She's a Dream"                    | Nick Carter, T-Pain, Howie Dorough, Brian Littrell, AJ McLean, Daen Simmons | 3:58    |  |
| 10.             | "Shattered"                        | Jordan Suecof, Tiyon "TC" Mack, Chad "C-Note" Roper, Daryl Camper           | 3:53    |  |
| 11.             | "Undone"                           | Troy Johnson, Ryan Tedder, Josh Hoge                                        | 4:16    |  |
| Duração total:  | Duração total:                     | Duração total:                                                              | 40:20   |  |

| Faixa bônus britânica e brasileira |                          |                                                                            |         |  |
| N.º                                | Título                   | Compositor(es)                                                             | Duração |  |
| 12.                                | "Helpless" (com Pitbull) | Jordan Omley, James Scheffer, Frank Romano, Michael Mani, Armando C. Perez | 3:31    |  |

| Faixas bônus japonesa |                                                          |                                                                    |         |  |
| N.º                   | Título                                                   | Compositor(es)                                                     | Duração |  |
| 12.                   | "International Luv"                                      | AJ McLean, Howie Dorough, Nick Carter, Brian Littrell, T-Pain      | 3:17    |  |
| 13.                   | "Straight Through My Heart" (Jason Nevins Mixshow Remix) | Nadir Khayat, Bilal Hajji, Novel Jannusi, AJ Jannusi, Kinnda Hamid | 5:35    |  |

| DVD bônus da edição Deluxe |                                           |         |  |
| N.º                        | Título                                    | Duração |  |
| 1.                         | "I Want It That Way" (Live)               |         |  |
| 2.                         | "Inconsolable" (Live)                     |         |  |
| 3.                         | "The One" (Live)                          |         |  |
| 4.                         | "The Call" (Live)                         |         |  |
| 5.                         | "Everybody (Backstreet's Back)" (Live)    |         |  |
| 6.                         | "Shape of My Heart" (Live)                |         |  |
| 7.                         | "Straight Through My Heart" (Music Video) |         |  |

- A edição vem com o mesmo repertório mais um DVD bônus. O DVD vem com filmagens das performances na O2 Arena, em Londres, Inglaterra durante a Unbreakable Tour e com o vídeoclipe de "Straight Through My Heart".

| Faixas bônus da Tour Edition |                                                          |                                                                            |         |  |
| N.º                          | Título                                                   | Compositor(es)                                                             | Duração |  |
| 12.                          | "International Luv"                                      | AJ McLean, Howie Dorough, Nick Carter, Brian Littrell, T-Pain              | 3:17    |  |
| 13.                          | "Helpless" (com Pitbull)                                 | Jordan Omley, James Scheffer, Frank Romano, Michael Mani, Armando C. Perez | 3:31    |  |
| 14.                          | "On Without You"                                         | David Siegel, James Scheffer, Jordan Omley, Mike Mani                      | 3:31    |  |
| 15.                          | "Straight Through My Heart" (Jason Nevins Mixshow Remix) | Nadir Khayat, Bilal Hajji, Novel Jannusi, AJ Jannusi, Kinnda Hamid         | 5:35    |  |

| DVD bônus da Tour Edition |                                                   |         |  |
| N.º                       | Título                                            | Duração |  |
| 1.                        | "Straight Through My Heart" (Music Video)         |         |  |
| 2.                        | "Straight Through My Heart" (Making of the Video) |         |  |
| 3.                        | "Bigger" (Music Video)                            |         |  |
| 4.                        | "Toyko, 2009" (Documentary)                       |         |  |

- Essa edição é limitada e vem com o mesmo repertório da versão standard mais as faixas bônus e um DVD bônus. O lançamento desta edição é porque o grupo esteve em turnê pelo Japão com a This Is Us Tour Japan 2010.

## Histórico de lançamentos
| Região         | Data de lançamento                      |
| -------------- | --------------------------------------- |
| Japão          | 30 de setembro de 2009                  |
| Reino Unido    | 5 de outubro de 2009                    |
| Estados Unidos | 6 de outubro de 2009                    |
| Canadá         | 6 de outubro de 2009                    |
| Taiwan         | 9 de outubro de 2009                    |
| Brasil         | 15 de outubro de 2009                   |
| Japão          | 20 de janeiro de 2010 (Edição limitada) |